# Coleonema aspalathoides
Coleonema aspalathoides là một loài thực vật có hoa trong họ Cửu lý hương. Loài này được A.Juss. ex G.Don mô tả khoa học đầu tiên năm 1831.